# 콘스탄티누스와 발렌티니아누스 왕조 치하의 동로마 제국
콘스탄티누스 왕조와 발렌티니아누스 왕조 치하의 동로마 제국은 콘스탄티누스 대제와 그의 후계자들 치하의 로마 제국 안에서 서방의 로마로부터 동방의 콘스탄티노폴리스로 정부가 옮겨진 것을 보여주는 동로마 제국의 역사상 가장 이른 시기였다. 공식적으로 노바 로마로 명명된 콘스탄티노폴리스는 비잔티움시(고대 그리스어: Βυζάντιον Byzántion[*])에 세워졌는데, 이는 동로마 제국의 역사학적 명칭의 유래이다.

## 경제 갈등
3세기에 로마 제국은 그 넓은 영토에서 경제 문제로 어려움을 겪었다.
비잔티움의 경제난은 인구의 급격한 감소(가난)를 불러일으켰고, 이는 곧  도시 내의 노동력의 부족으로 이어져 경제문제를 더욱 악화시켰다
라티푼디움의 주인들은 경제난 속에서 자신의 재산을 지키기위하여 노동자들을 더욱 고용하였다.
비잔티움의 동부에서는 노동력 부족 문제는 있었지만,인구 문제는 별로 심각하지 않았고 더 심각한 위기를 견딜수 있도록 만들기에 열중하였다.
그리고 서부 비잔티움에서는 시세가 매우 높았고, 경제적 어려움에 처한 사람들은 생존을 위해 점차 물물 교환 시스템을 이용하게 시작했다.
서부에서는 물물교환 시스템을 쓰는 동안, 동부에서는 신뢰할 수 있는 금화를 주로 쓰고 있었다

## 관리 개혁
로마황제 디오클레티아누스와 콘스탄티누스는 전체 제국의 조직을 개혁하는데 중요한 역할을 하였다.
제국은 제어하기 어려운 상황이었는데, 디오클레티아누스는 아우구스투스의 사두 통치 제도를 도입하여 서부와 동부로 나눠서 두 황제가 각각 한쪽을 맡아 통치함으로써 문제를 해결하였다.
영토관리문제를 완화하기위하여,디오클레티아누스는 제국전체를 백분할 하여 관리하였다.
이탈리아의 전체 지역은 세금을 지불하는 일반 지방으로 이관되었다.
각 지방은 12교구로 세분화되었고,콘스탄티누스는 현을 만들어 지방조직을 세분화하였다.
결국 제국은 여러 교구로 구성되었고, 그 교구도 여러 지방으로 구성되게 되었다.
동부(오리엔트 총독부)집정관의 현은 다섯 교구-아이깁토스, 오리엔, 폰투스, 아시아나그리고 트라키아로 구성되었는데, 이런 방식은 제국으로 하여금 군과 민정 사이에 뚜렷한 차이를 두고 각 현을 관리하여 활용하는 방식을 활성화하였다.

## 군사적 위협과 제국의 분할
서부에서 동부에 관심을 가져서 상업 활동에서 금화를 쓰는 시스템이 수세기동안 전파되었다.
디오클레티아누스의 국경 방어 상황은 동부에서 매우 많이 변화하고 있었다.
사산조 페르시아는 더욱 위협적으로 성장했고,야만인들은 다뉴브의 아랫부분에 거주하기 시작해서 더욱 심각한 문제가 되고 있었다.
그 위험한 상황을 중요하게 여긴 디오클레티아누스는 막시미아에서 니코메디아 지방으로 자신의 수도를 옮기고 거주지까지 옮긴 후에 공동황제직에서 떠나 서부 담당직이 되었다.